# جورجیو دی ویچینو
جورجیو از نزدیک (انگلیسی: Giorgio Di Vicino؛ زادهٔ ۱۶ ژوئیهٔ ۱۹۸۰) بازیکن فوتبال اهل ایتالیا است.
از باشگاه‌هایی که در آن بازی کرده‌است می‌توان به باشگاه فوتبال اسپتزیا، باشگاه فوتبال اسپال، باشگاه فوتبال لچه، باشگاه فوتبال سیلامائه کالو، باشگاه فوتبال سالرنیتانا، باشگاه فوتبال پیاچنزا، باشگاه فوتبال باری، باشگاه فوتبال کروتونه، باشگاه فوتبال دلفینو پسکارا، باشگاه فوتبال ناپولی، و باشگاه فوتبال ترنانا اشاره کرد.